# Городок (Варашский район)
Городо́к (укр. Городок) — село в Варашской городской общине Варашского района Ровненской области Украины.
Население по переписи 2001 года составляло 176 человек. Почтовый индекс — 34321. Телефонный код — 3634. Код КОАТУУ — 5620887402.